# Leon Draisaitl
Leon Draisaitl (ur. 27 października 1995 w Kolonii) – niemiecki hokeista, reprezentant Niemiec.
Jego ojciec Peter (ur. 1965) także został hokeistą, był reprezentantem Niemiec, trzykrotnym olimpijczykiem, następnie został trenerem hokejowym.

## Kariera klubowa

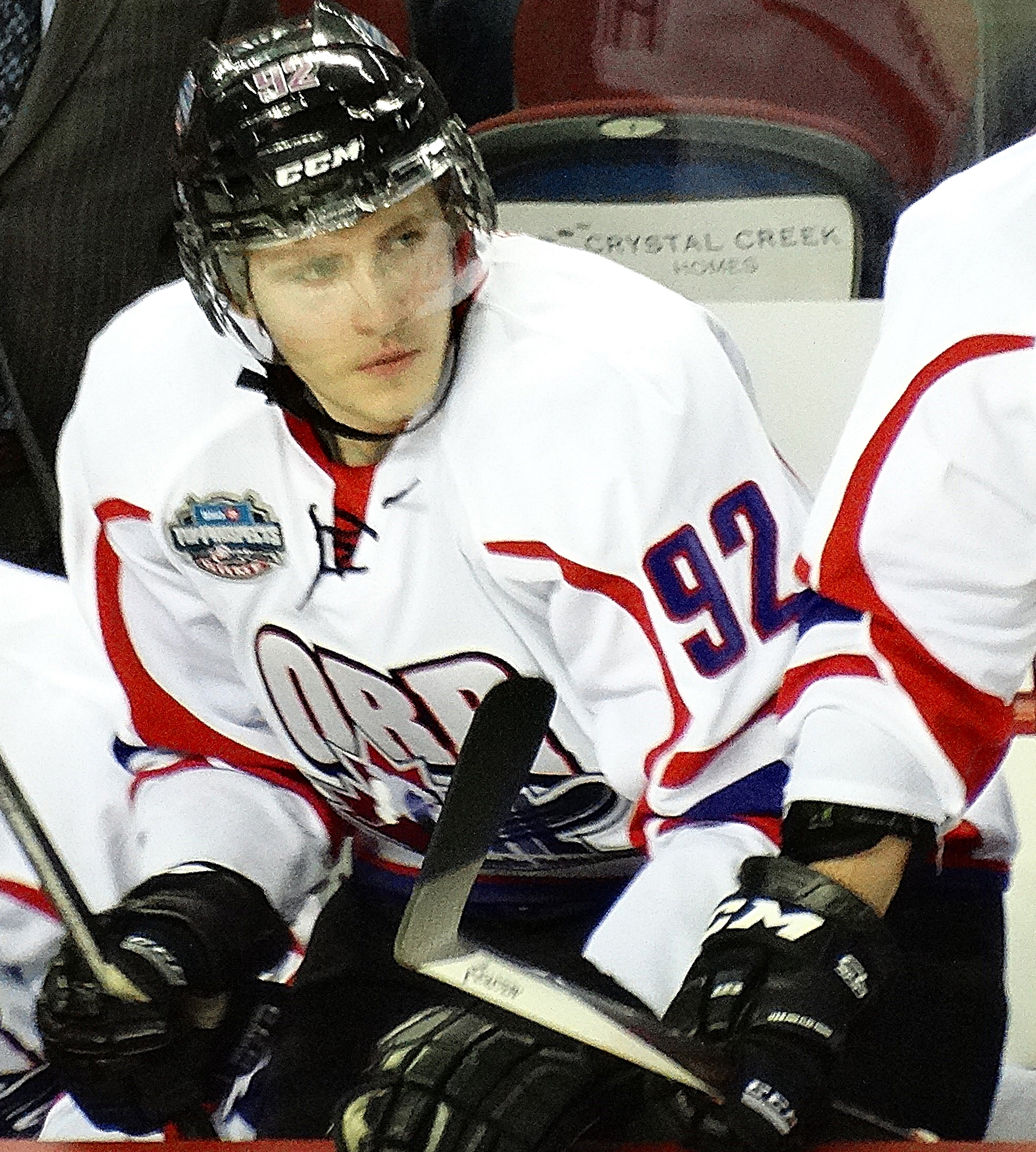
Leon Draisaitl podczas meczu CHL Top Prospects Game 2014

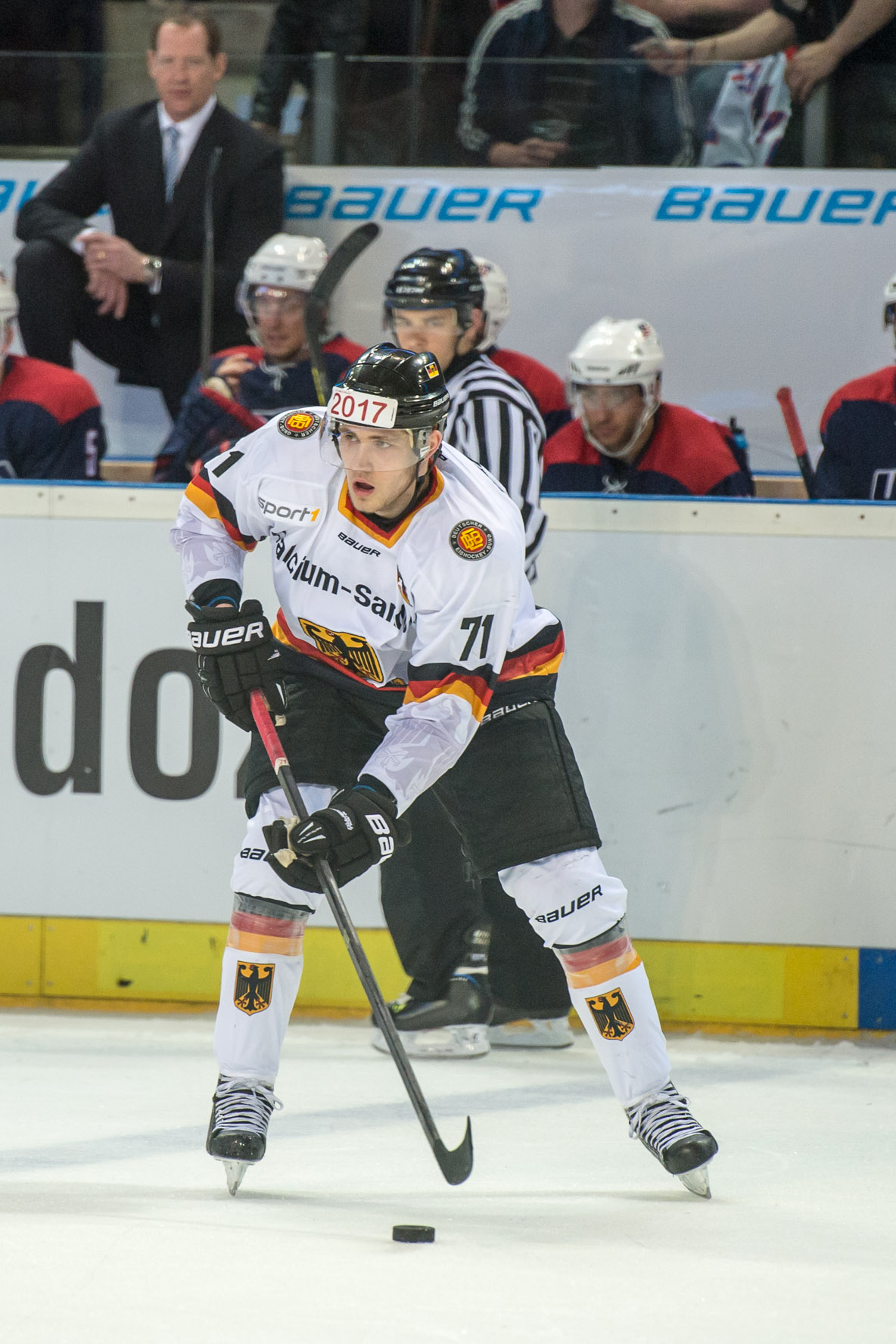
Leon Draisaitl w barwach reprezentacji Niemiec (2014)

- Kölner EC U16ń (2007-2009)
- Mannheimer ERC U16 (2009-2011)
- Jungadler Mannheim U18 (2011-2012)
- Prince Albert Raiders (2012-2014)
- Kelowna Rockets (2014-2015)
- Bakersfield Condors (2015/2016)
- Edmonton Oilers (2014-)

Wychowanek klubu Kölner EC. Następnie rozwijał karierę w juniorskich zespołach klubu Adler Mannheim. W 2012 został wybrany w drafcie do kanadyjskich rozgrywek juniorskich CHL przez zespół Prince Albert Raiders z numerem 2, po czym wyjechał do Kanady i w 2012 rozpoczął występy w lidze WHL, przez dwa pierwsze sezony grając w tej drużynie. W drafcie NHL z 2014 został wybrany przez kanadyjski klub Edmonton Oilers z numerem 3 i tym samym został najwyżej wydraftowanym do NHL niemieckim zawodnikiem w historii. W sierpniu 2014 podpisał kontrakt wstępny z tym klubem. W lidze NHL zadebiutował w sezonie 2014/2015 rozgrywając 37 meczów. Jednocześnie nadal występował w rozgrywkach WHL edycji 2014/2015 w drużynie Kelowna Rockets. W sierpniu 2017 przedłużył kontrakt z Edmonton Oilers o osiem lat.
W trakcie kariery określany pseudonimem The German Gretzky (Niemiecki Gretzky).

## Kariera reprezentacyjna
Został reprezentantem Niemiec. Uczestniczył w turniejach mistrzostw świata do lat 17 w 2012, do lat 18 w 2012, 2013, mistrzostw świata juniorów do lat 20 w 2013, 2014. W sezonie 2013/2014 został reprezentantem seniorskiej kadry Niemiec. Uczestniczył w turniejach mistrzostw świata w 2014 (strzelił gola i zaliczył trzy asysty), 2016, 2017, 2018, 2019. W barwach zespołu Europy brał udział w turnieju Pucharu Świata 2016.

## Sukcesy
Reprezentacyjne
- Finał Pucharu Świata: 2016 z kadrą Europy

Klubowe
- Złoty medal Schüler-Bundesliga: 2012 z Mannheimer ERC U16
- Złoty medal Deutsche Nachwuchsliga: 2012 z Jungadler Mannheim U18
- Ed Chynoweth Cup – mistrzostwo WHL: 2015 z Kelowna Rockets
- Finał Memorial Cup: 2015 z Kelowna Rockets

Indywidualne
- Najlepszy zawodnik sezonu Deutsche Nachwuchsliga (DNL): 2012
- Mistrzostwa świata do lat 18 w hokeju na lodzie mężczyzn 2012/Elita:
  - Ósme miejsce w klasyfikacji asystentów turnieju: 5 asyst[8]
- Mistrzostwa świata do lat 18 w hokeju na lodzie mężczyzn 2012/Elita:
  - Pierwsze miejsce w klasyfikacji asystentów turnieju: 6 asyst[9]
  - Jeden z trzech najlepszych zawodników reprezentacji na turnieju[10]
- Mistrzostwa Świata Juniorów w Hokeju na Lodzie 2013/Elita:
  - Jeden z trzech najlepszych zawodników reprezentacji na turnieju[11]
- WHL 2013/2014:
  - Trzecie miejsce w klasyfikacji asystentów w sezonie zasadniczym: 67 asyst[12]
  - Czwarte miejsce w klasyfikacji kanadyjskiej w sezonie zasadniczym: 105 punktów
  - CHL Top Prospects Game
  - Pierwszy skład gwiazd konferencji wschodniej
- Mistrzostwa Świata Juniorów w Hokeju na Lodzie 2014/Elita:
  - Pierwsze miejsce w klasyfikacji minut kar turnieju: 52 minuty[13]
- WHL / CHL 2014/2015:
  - Drugie miejsce w klasyfikacji strzelców w fazie play-off: 10 goli[14]
  - Trzecie miejsce w klasyfikacji asystentów w fazie play-off: 18 asyst
  - Drugie miejsce w klasyfikacji kanadyjskiej w fazie play-off: 28 punktów
  - MVP w fazie play-off Western Hockey League
  - Memorial Cup 2015:
    - Pierwsze miejsce w klasyfikacji strzelców turnieju: 4 gole
    - Ed Chynoweth Trophy - pierwsze miejsce w klasyfikacji kanadyjskiej turnieju: 7 punktów
    - Stafford Smythe Memorial Trophy - Najbardziej Wartościowy Zawodnik (MVP) turnieju
- NHL (2016/2017):
  - Dziewiąte miejsce w klasyfikacji asystentów w sezonie zasadniczym: 48 asyst[15]
  - Ósme miejsce w klasyfikacji kanadyjskiej w sezonie zasadniczym: 77 punktów
  - Szóste miejsce w klasyfikacji asystentów w fazie play-off: 10 asyst[16]
  - Ósme miejsce w klasyfikacji kanadyjskiej w fazie play-off: 16 punktów
- Mistrzostwa Świata w Hokeju na Lodzie 2017/Elita:
  - Jeden z trzech najlepszych zawodników reprezentacji w turnieju[17]
- Mistrzostwa Świata w Hokeju na Lodzie 2018/Elita:
  - Jeden z trzech najlepszych zawodników reprezentacji w turnieju[18]
- NHL (2018/2019):
  - NHL All-Star Game
  - Drugie miejsce w klasyfikacji strzelców w sezonie zasadniczym: 50 goli[15]
  - Czwarte miejsce w klasyfikacji kanadyjskiej w sezonie zasadniczym: 105 punktów
- NHL (2019/2020):
  - NHL All-Star Game
  - Pierwsze miejsce w klasyfikacji strzelców w sezonie zasadniczym: 50 goli[19]
    - Pierwsze miejsce w klasyfikacji strzelców zwycięskich goli meczowych w sezonie zasadniczym: 10 goli

  - Pierwsze miejsce w klasyfikacji asystentów w sezonie zasadniczym: 67 asysty
  - Pierwsze miejsce w klasyfikacji kanadyjskiej w sezonie zasadniczym: 110 punktów (Art Ross Memorial Trophy)
  - Trofeum Harta – Najbardziej Wartościowy Zawodnik (MVP) w sezonie zasadniczym
  - Ted Lindsay Award – najlepszy zawodnik sezonu wybrany w głosowaniu członków NHLPA
  - Pierwszy skład gwiazd sezonu